# 马蒂亚斯·舍曼-芬克
马蒂亚斯·舍曼-芬克（德語：Matthias Schömann-Finck，1979年3月5日—），德国男子赛艇运动员。他曾代表德国参加世界赛艇锦标赛，获得二枚金牌、三枚银牌和二枚铜牌。

## 家庭
弟弟约斯特·舍曼-芬克。